# KenKen
KenKen (někdy ken-ken) je logická hra (Puzzle) s čísly, která vznikla v Japonsku.

Zadání rébusu

Vyřešený rébus

## Historie
Kenken vymyslel v roce 2004 japonský učitel matematiky Tetsuya Miyamoto. Původním záměrem bylo užití těchto rébusů ve škole k procvičování logického úsudku žáků. Rébusy se velice rozšířily v USA, kde vycházely pravidelně v různých časopisech. Postupně se tyto rébusy dostaly i do Evropy.

## Princip hry
Základním používaným pojmem je „klec“. Klecí se nazývají políčka, ohraničená tučnou čarou, a pro čísla v ní platí vyznačená početní operace (sčítání, odčítání, násobení či dělení) s příslušným výsledkem. Kenken je hádanka, jejíž řešení vyžaduje kombinaci logických a jednoduchých aritmetických dovedností (sčítání, odčítání, násobení, dělení). Hádanky kenken jsou čtvercové, mohou mít rozměry 3 x 3 až 9 x 9 polí. Doplňovaná čísla se vždy řídí velikostí celého čtverce (pro čtverec 4 x 4 se doplňují číslice 1 až 4, pro 5 x 5 číslice 1 až 5). Dále jsou čtverce rozděleny do několika klecí různých velikostí. Každá klec má svoji podmínku pro doplnění čísel. Čísla se v kleci mohou i opakovat, pokud nejsou ve stejném řádku či ve stejném sloupci. Ve stejných sloupcích a řádcích se čísla opakovat nesmějí. Hádanky mohou být od velmi jednoduchých až po velmi složité. Každá správně zadaná hádanka má pouze jedno řešení. Cílem hádanky je doplnit celý čtverec čísly 1 až n ve čtverci n x n tak, aby se žádné číslo ve sloupci či řádku neopakovalo a aby odpovídalo zadání dané klece.

## Základní metody řešení
Existuje několik základních strategií při řešení těchto hádanek. Vždy se začíná vyplňováním všech klecí, které obsahují pouze jedno číslo. Toto číslo je vlastně předem zadáno. Tím pádem je možné vyloučit konkrétní číslo pro daný sloupec a řádek. Dále existuje kombinace čísel pro rozložení do určitého počtu políček. Tyto varianty lze do hádanky napsat pomocí malých čísel. Na závěr se logicky doplní jasná čísla, aby souhlasila všechna pravidla. Je vždy více způsobů, jak dojít ke správnému řešení.
Existuje několik základních metod řešení.
1. Pokud je známo n-1 z n čísel v řádku nebo sloupci, lze poslední číslo určit eliminací.
2. Pečlivé přemýšlení o dané kleci. Je nutno vymyslet, jaké jsou možnosti rozkladu čísla na konkrétní počet políček.
3. Každá pozice určeného kandidáta vylučuje další doplnění tohoto čísla do sloupce a řádku, ve kterém se nachází.
4. Hledání klecí s omezeným množstvím řešení. Například rozložení čísla 4 jako součet dvou sčítanců ve dvou políčkách bude splňovat pouze kombinace čísel 1 a 3.
5. Pokud jsou v řadě dva čtverce, které musí obsahovat dvě stejná čísla, tak tyto dva kandidáti musí patřit do těchto čtverců v určitém pořadí. To samé platí, pokud jsou tři čtverce a tři kandidáti, které musejí být doplněny v rámci těchto čtverců, atd.
6. Součet všech čísel v řádku či sloupci musí být všude stejný.
7. Sudá a lichá čísla – logicky pomocí doplněných čísel a výsledného čísla lze určit, zda chybějící číslo bude sudé nebo liché. Je možné využít podmínky pro sčítání, odčítání, násobení a dělení sudých a lichých čísel.
8. Pokus a omyl, hádání a následná kontrola – je nutné se zaměřit na to, aby nebyly popleteny operace pro dané klece. Je dobré vše pečlivě kontrolovat, neudělat v řešení chybu. Chyba by se lehce schovala a provázela by celé řešení. V případě objevení chyby je nejlepší začít řešit hádanku úplně od začátku.
9. Odhad kandidáta – při řešení se mohou také objevit hádanky, u kterých je nutný odhad kandidáta. Tyto rébusy však nebývají tolik oblíbené. Přednost se dává těm, které jdou vyřešit logickým myšlením.[1][2]

## Zajímavosti

### Obtížnost
Obtížnost hádanky většinou není určena její velikostí, ale složitostí operací, které je zapotřebí k vyluštění provést. Kenken lze nalézt ve třech základních úrovních:
- Snadné
- Středně těžké
- Obtížné

### Využití při výuce matematiky
Jak už byl původní plán vynálezce tohoto rébusu, je velmi nápadité využití této hádanky ve výuce. Děti v tomto rébusu procvičují sčítání, odčítání, násobení a dělení. Když budou pracovat ve skupinách, mohou i dokonce vymýšlet různé strategie řešení a pak je vzájemně porovnávat. Kenken má vliv na popularizaci výuky matematiky. Pomocí tohoto rébusu se dají vysvětlit i základní matematické důkazy, a to v případě, kdy je nutné zdůvodnit, proč dané číslo bude zrovna na tomto místě. Tyto hádanky dále rozvíjí i trpělivost, což je u dětí také velmi důležité. Neméně zajímavým cvičením je také vyzkoušet si samotnou hádanku sestavit.